# Квічаль рудоголовий
Квіча́ль рудоголовий (Geokichla interpres) — вид горобцеподібних птахів родини дроздових (Turdidae). Мешкає в Південно-Східній Азії. Раніше вважався конспецифічним з енганським квічалем.

## Опис
Довжина птаха становить 16-18 см. Тім'я і шия рудувато-коричневі, верхня частина тіла синювато-чорна, на крилах дві широкі смуги. Обличчя чорне, від дзьоба до очей ідуть білі смуги, накволо очей білі кільця, на щоках білі плями. Горло і груди чорні, живіт і боки плямисті, чорно-білі, нижнім покривні пера хвоста білі. Дзьоб чорний, лапи жовті.

## Поширення і екологія
Рудоголові квічалі мешкають на Малайському півострові, на Калімантані і Яві, на Малих Зондських островах та на островах Сулу. Вони живуть у вологих рівнинних тропічних лісах з густим підліском, трапляються в рідколіссях і на плантаціях. Зустрічаються на висоті до 1000 м над рівнем моря. Живляться безхребетними і плодами. Сезон розмноження триває з квітня по серпень, в кладці 2-3 яйця.

## Збереження
МСОП класифікує цей вид як такий, що перебуває під загрозою зникнення. Рудоголовим квічалям загрожує знищення природного середовища, а також вилов з метою продажу на пташиних ринках.